# Matia Chowdhury
Pour les articles homonymes, voir Chowdhury.
Matia Chowdhury, née le 30 juin 1942 et morte le 16 octobre 2024, est une femme politique bangladaise.
Elle est ministre de l'Agriculture de 1996 à 2001 et en 2009 et vice-Première ministre du Bangladesh de 2009 à 2019.